# Wu Chuanyu
Wu Chuanyu (en chino tradicional, 吳傳玉; en chino simplificado, 吴传玉; pinyin, Wú Chuányù) (Salatiga, 21 de agosto de 1928 - Monte Sivukha, 29 de octubre de 1954) fue un nadador indonesio-chino que participó en los Juegos Olímpicos de 1948 y 1952. En la segunda ocasión fue el primer deportista olímpico de la República Popular China.

## Biografía

### Primeros años
Nació en Salatiga, Java Central, en las Indias Orientales Neerlandesas (actual Indonesia) en 1928, hijo de inmigrantes de Fujian, una provincia costera del sudeste de China. Nadó desde muy pequeño, jugando en la orilla del río Surakarta. En 1941, a la edad de 13 años, participó en una competencia de natación, estableciendo un nuevo récord indonesio para el estilo mariposa en 200 metros y venciendo al campeón neerlandés.

### Londres 1948
Fue uno de los 26 competidores -y el único nadador- que representó a la República de China en los Juegos Olímpicos de Verano de 1948 en Londres (Reino Unido). Participó en el evento de estilo libre masculino de 100 metros, terminando quinto en su heat con un tiempo de 1:03.5.
En 1951, a la edad de 23 años, representó a Indonesia en el III Festival Mundial de la Juventud y los Estudiantes en Berlín Oriental (República Democrática Alemana), ganando una medalla de plata en evento de 100 metros estilo espalda, con un tiempo de 1:12.8.

### Helsinki 1952
En los Juegos Olímpicos de Verano de 1952 en Helsinki (Finlandia), formó parte de la delegación de 40 deportistas de la República Popular de China, nucleados en el Comité Olímpico Chino. El gobierno decidió enviar al equipo olímpico solo un día antes de la ceremonia de apertura, y los equipos de baloncesto y fútbol llegaron demasiado tarde para competir, convirtiendo a Wu en el único representante de China en esos Juegos. Nadó en los heats de los 100 metros estilo espalda masculino el 30 de julio, y terminó quinto en su heat con un tiempo de 1:12.3.
En agosto de 1953, compitió en el IV Festival Mundial de la Juventud y los Estudiantes en Bucarest (Rumania). Ganó el evento de 100 metros estilo espalda con un tiempo de 1:06.4. Esta ceremonia de medalla fue la primera vez que se izó la bandera de la República Popular China en un evento deportivo internacional.

### Años posteriores y fallecimiento
Posteriormente regresó a China, donde asistió a la primera Asamblea Popular Nacional.
Después de la conclusión de la Asamblea, Wu murió en un accidente aéreo en la medianoche del 28 de octubre de 1954 en el Krai de Krasnoyarsk, Unión Soviética (hoy Rusia), a la edad de 26 años mientras viajaba a Budapest para reanudar su entrenamiento. El vuelo se dirigía desde Pekín a Moscú con múltiples escalas. Antes del accidente, el vuelo (de número 136) se dirigía desde el aeropuerto de Irkutsk hacia el aeropuerto de Krasnoyarsk-Yemelyanovo. El avión cayó en el Monte Sivukha. A bordo había nueve pasajeros extranjeros (los otros ocho eran cuatro polacos y cuatro chipriotas). Varios años después de su muerte, el líder de China, Mao Zedong, ensalzó sus habilidades.